# Jody Campbell
Jodocus David Campbell, detto Jody (Bellflower, 4 marzo 1960), è un ex pallanuotista statunitense, vincitore di due medaglie di argento alle olimpiadi di Seul 1988 e Los Angeles 1984.